# اتفاق مكة بين حماس وفتح
اتفاق مكة بين حماس وفتح هو اتفاق بين حركتي فتح وحماس وقع في مدينة مكة في 8 فبراير 2007 م بعد مداولات لمدة يومان وتم الأتفاق على إيقاف أعمال الاقتتال الداخلي وتشكيل حكومة وحدة وطنية. تم الاتفاق برعاية الملك السعودي عبد الله بن عبد العزيز آل سعود. وقد شارك في المداولات التي سبقت الاتفاق العديد من الشخصيات الفلسطينية من الطرفين (فتح وحماس)، كان من بينهم الرئيس الفلسطيني محمود عباس (فتح) والنائب محمد دحلان (فتح) ورئيس الوزراء إسماعيل هنية (حماس) وخالد مشعل (رئيس المكتب السياسي لحركة حماس). ورغم أجواء التفائل الكبيرة التي رافقت التوقيع على الاتفاق إلى أن التوتر بقي موجودًا في الأسابيع التي أعقبت التوقيع. على أي حال انهار الاتفاق مع أحداث منتصف حزيران في قطاع غزة في يونيو 2007 والتي انتهت إلى أن تؤول السلطة في القطاع إلى حركة حماس.

## المضمون
تحتوي اتفاقية مكة على أربعة قرارات:
- وقف ومنع سفك الدم الفلسطيني وتوحيد ومواجهة الاحتلال وذلك بتبني لغة الحوار لحل الخلافات السياسية.
- تشكيل حكومة وحدة وطنية فلسطينية.
- تفعيل وإصلاح منظمة التحرير الفلسطينية وتسريع عمل اللجنة التحضيرية على أساس تفاهمات القاهرة ودمشق.
- الإشراك السياسية على أساس القوانين الفعالة في السلطة الوطنية الفلسطينية وعلى أساس التعددية السياسية.

### اتفاق مكة الاتفاق
نص اتفاقية مكة:

﴿سُبْحَانَ الَّذِي أَسْرَى بِعَبْدِهِ لَيْلًا مِنَ الْمَسْجِدِ الْحَرَامِ إِلَى الْمَسْجِدِ الْأَقْصَى الَّذِي بَارَكْنَا حَوْلَهُ لِنُرِيَهُ مِنْ آيَاتِنَا إِنَّهُ هُوَ السَّمِيعُ الْبَصِيرُ ۝١﴾ [الإسراء:1]
صدق الله العظيم
بناء ً على المبادرة الكريمة، التي أعلنها خادم الحرمين الشريفين، الملك عبد الله بن عبد العزيز، ملك المملكة العربية السعودية، وتحت الرعاية الكريمة لجلالته، جرت في مكة المكرمة، بين حركتي «فتح» و«حماس» في الفترة من 19 إلى 21 محرم 1428، الموافق من السادس إلى الثامن من شباط -فبراير 2007 حوارات الوفاق والاتفاق الفلسطيني، وقد تكللت هذه الحوارات بفضل الله سبحانه وتعالى بالنجاح حيث جرى الاتفاق على ما يلي:
أولًا: التأكيد على تحريم دم الفلسطيني، واتخاذ كافة الإجراءات والترتيبات، التي تحول دون إراقته مع التأكيد على أهمية الوحدة الوطنية، كأساس للصمود الوطني والتصدي للاحتلال، وتحقيق الأهداف الوطنية المشروعة للشعب الفلسطيني، واعتماد لغة الحوار كأساس وحيد لحل الخلافات السياسية في الساحة الفلسطينية.
وفي هذا الإطار نقدم الشكر الجزيل للأخوة في مصر الشقيقة والوفد الأمني المصري في غزة، الذين بذلوا جهودًا كبيرة في تهدئة الأوضاع في القطاع، خلال الفترة السابقة.
ثانيًا: الاتفاق وبصورة نهائية على تشكيل حكومة وحدة وطنية فلسطينية، وفق اتفاق تفصيلي معتمد بين الطرفين، والشروع العاجل في اتخاذ الإجراءات الدستورية لتشكيلها.
ثالثا: المضي قدما في إجراءات تفعيل وتطوير وإصلاح منظمة التحرير الفلسطينية، وتسريع إجراءات عمل اللجنة التحضيرية، استنادًا لتفاهمات القاهرة ودمشق.
وقد جرى الاتفاق على خطوات تفصيلية بين الطرفين بهذا الخصوص.
رابعًا: تأكيد مبدأ الشراكة السياسية على أساس القوانين المعمول بها في السلطة الوطنية الفلسطينية، وعلى قاعدة التعددية السياسية، وفق اتفاق معتمد بين الطرفين.
إننا إذ نزف هذا الاتفاق إلى جماهيرنا الفلسطينية، وجماهير أمتنا العربية والإسلامية وكل الأصدقاء في العالم، فإننا نؤكد التزامنا به نصًا وروحًا، من أجل التفرغ لإنجاز أهدافنا الوطنية، والتخلص من الاحتلال، واستعادة حقوقنا والتفرغ للملفات الرئيسية، وفي مقدمتها قضايا القدس واللاجئين والمسجد الأقصى والأسرى والمعتقلين ومواجهة الجدار والاستيطان.
والله الموفق.
مكة المكرمة في 21 محرم 1428، الموافق الثامن من شباط -فبراير 2007.

## تداعيات
فشلت الاتفاقية في توحيد السلطة الوطنية الفلسطينية وحكومة حماس في قطاع غزة وعلى إثرها تم توقيع اتفاقية أخرى في الدوحة في عام 2012 وتم التصديق عليها بحلول شهر مايو 2012م في القاهرة ولكن الاتفاقين فشلا في تعزيز الانتخابات المشتركة مع مقاطعة حركة حماس حيث جرت الانتخابات المحلية الفلسطينية لعام 2012 في أكتوبر دون مشاركة سكان غزة.